# Pseudopanurgus nanulus
Pseudopanurgus nanulus är en biart som beskrevs av Timberlake 1964. Pseudopanurgus nanulus ingår i släktet Pseudopanurgus och familjen grävbin. Inga underarter finns listade i Catalogue of Life.